# Kalkinfarkt (Auge)
Ein Kalkinfarkt ist eine häufige Veränderung der Bindehaut des Auges (Konjunktiva). In der Regel machen Kalkinfarkte keine Beschwerden. Es kann jedoch als Leitsymptom zu einem Fremdkörpergefühl des Auges kommen.
Der Kalkinfarkt entsteht als weißliches Pünktchen auf der tarsalen (lidseitigen) Konjunktiva durch eine verkalkende Entzündung von Becherzellen, Meibomdrüsengängen oder Tränendrüsen. Die häufigste Ursache ist mangelnder Sekretabfluss.
Eine Behandlungsnotwendigkeit ergibt sich selten und in jedem Fall nur bei Beschwerden. In diesem Fall kann ein Kalkinfarkt mittels Stichinzision unter Lokalanästhesie entfernt werden. 